# 卡尔尼施-盖尔塔尔山脉

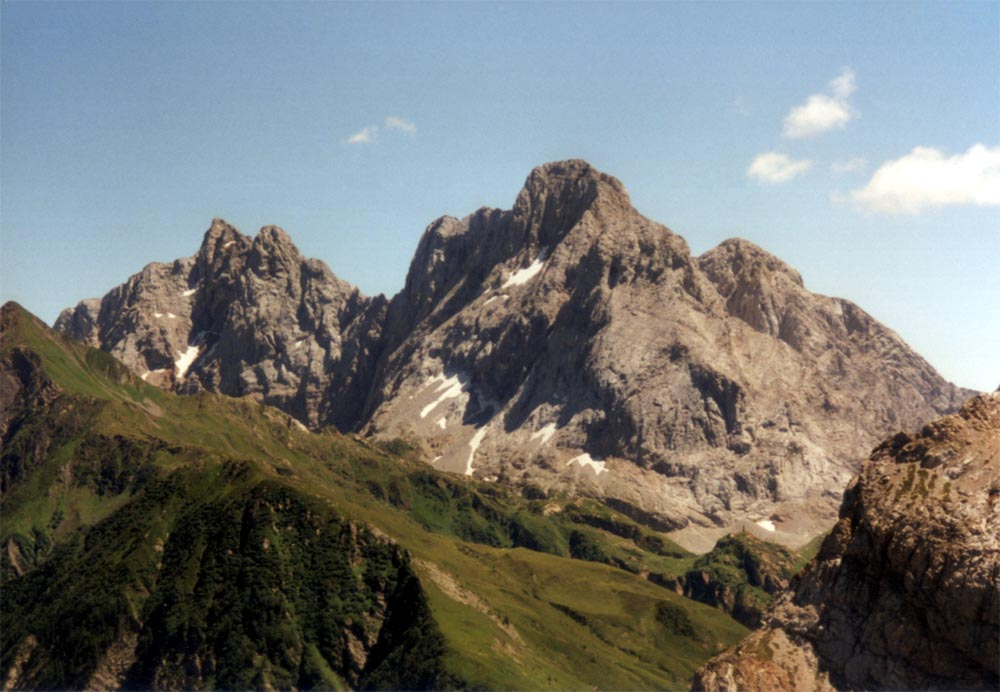

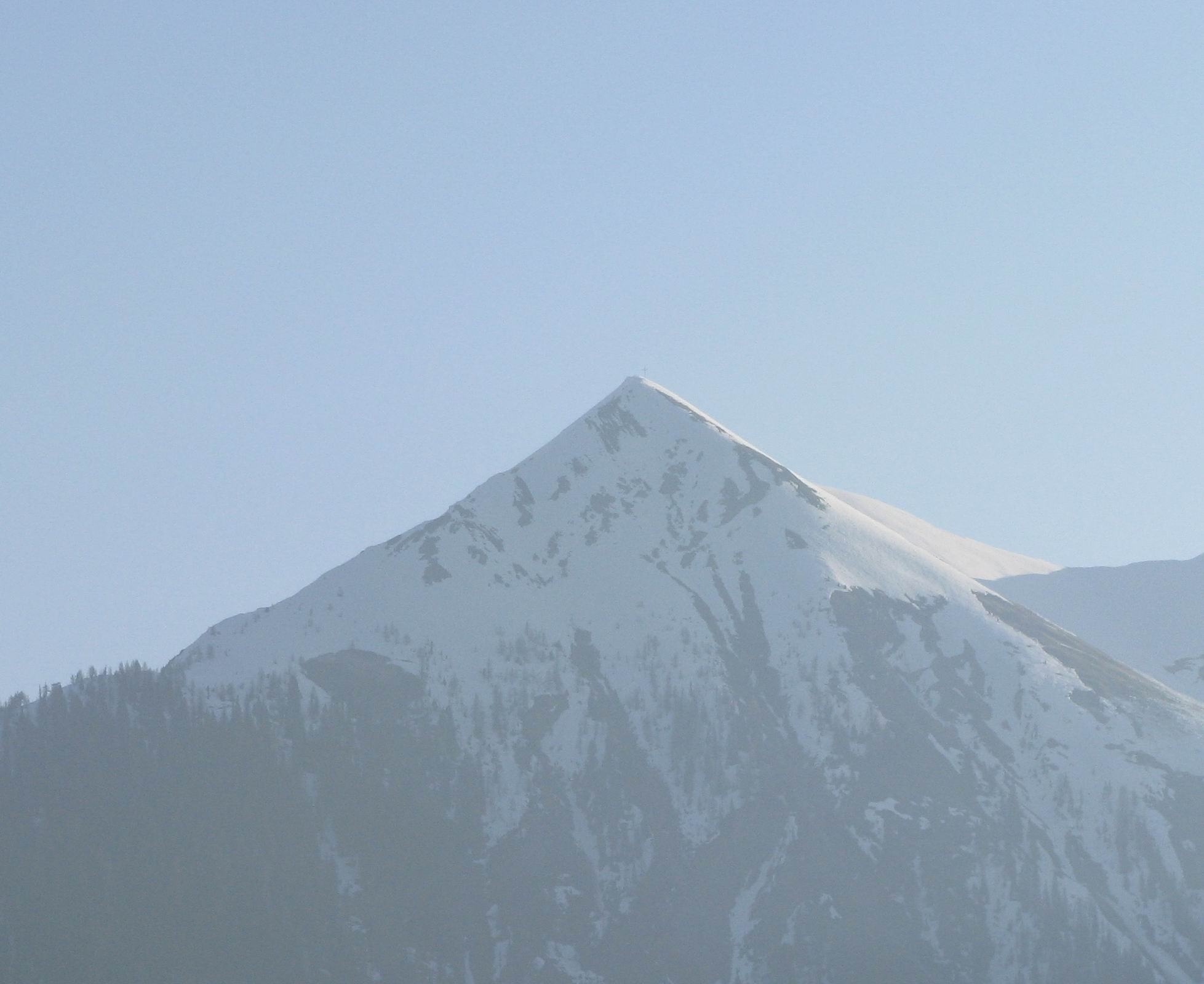

卡爾尼施-蓋爾塔爾山脈（義大利語：Alpi Carniche e della Gail）是歐洲的山脈，屬於南石灰岩山脉的一部分，橫跨奧地利和意大利，最高點海拔高度2,780米。